# Северный Урал
Се́верный Ура́л — горная система Уральских гор, простирается от Косьвинского Камня и соседнего с ним Конжаковского Камня (59° с. ш.) на юге до северных склонов массива Тельпосиз, а точнее, до берега реки Щугор, огибающей его с севера.
Уральский хребет идёт здесь строго с юга на север несколькими параллельными хребтами и увалами общей шириной до 50-60 км. Рельеф среднегорный, с плоскими вершинами, результатом поднятия древних выровненных гор и воздействия последующих оледенений и современного морозного выветривания.
Главные вершины Северного Урала чаще всего расположены в стороне от водораздельного хребта: Конжаковский Камень (1569 м), Денежкин Камень (1492 м), Чистоп (1292 м), Отортен (1182 м, на других картах высота 1234 м), Кожим-Из (1195 м), Тельпосиз (1617 м). Особый интерес представляют остатки более твердых пород, великолепные скалы и останцы. Наиболее известные из них встречаются на горах Маньпупунёр, Торре-Порре-Из, Мунинг-Тумп.
Один из самых глухих и труднодоступных районов Урала. Одна из его вершин носит название Медвежий Угол. Севернее Ивделя, Вижая и Ушмы почти нет населённых пунктов и дорог. К горам с востока и запада подступают непроходимые леса и болота. Климат достаточно суровый. В горах много снежников, которые не успевают растаять за лето. Встречаются пятна вечной мерзлоты, причём до широты Конжаковского Камня. Хотя ледников в этом крае нет, в карах Тельпосиза, самого высокого массива Северного Урала найдены два маленьких ледника.
Богат полезными ископаемыми. Тут добывают бокситы (месторождение Красная Шапочка), марганец и железную руду (Полуночное и Ивдель), бурый уголь (Карпинск и Волчанск, добыча прекращена) и различные руды Серовской группы месторождений.